# Seenotrettungsstation Fedderwardersiel
Die Seenotrettungsstation Fedderwardersiel ist ein Stützpunkt der Deutschen Gesellschaft zur Rettung Schiffbrüchiger (DGzRS) in Niedersachsen. Vom Fischereihafen Fedderwardersiel aus sichern die freiwilligen Seenotretter das Revier an der Westseite der Außenweser mit dem Wattenmeer vor der Halbinsel Budjadingen. Die Schifffahrt im Revier besteht aus Krabbenfischern und Ausflugsschiffen, die zu den Seehundsbänken ausfahren. Daneben steuern Segler von der Jade kommend oder aus dem Weserfahrwasser den bei Niedrigwasser trocken fallenden Hafen an und können in den Prielfahrrinnen des Wattenmeers fest kommen.

## Aktuelles Boot der Station

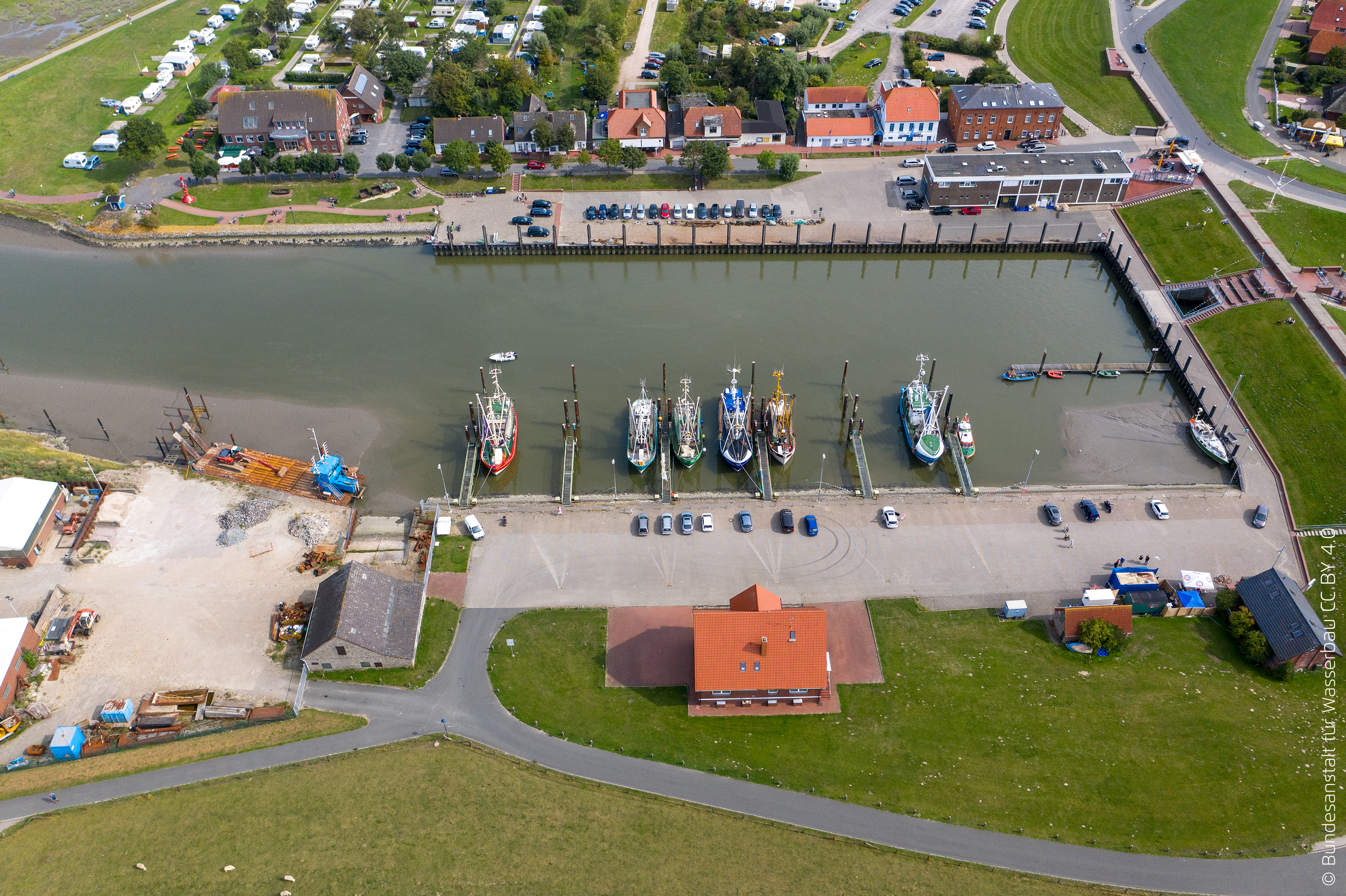
Hafen Fedderwardersiel

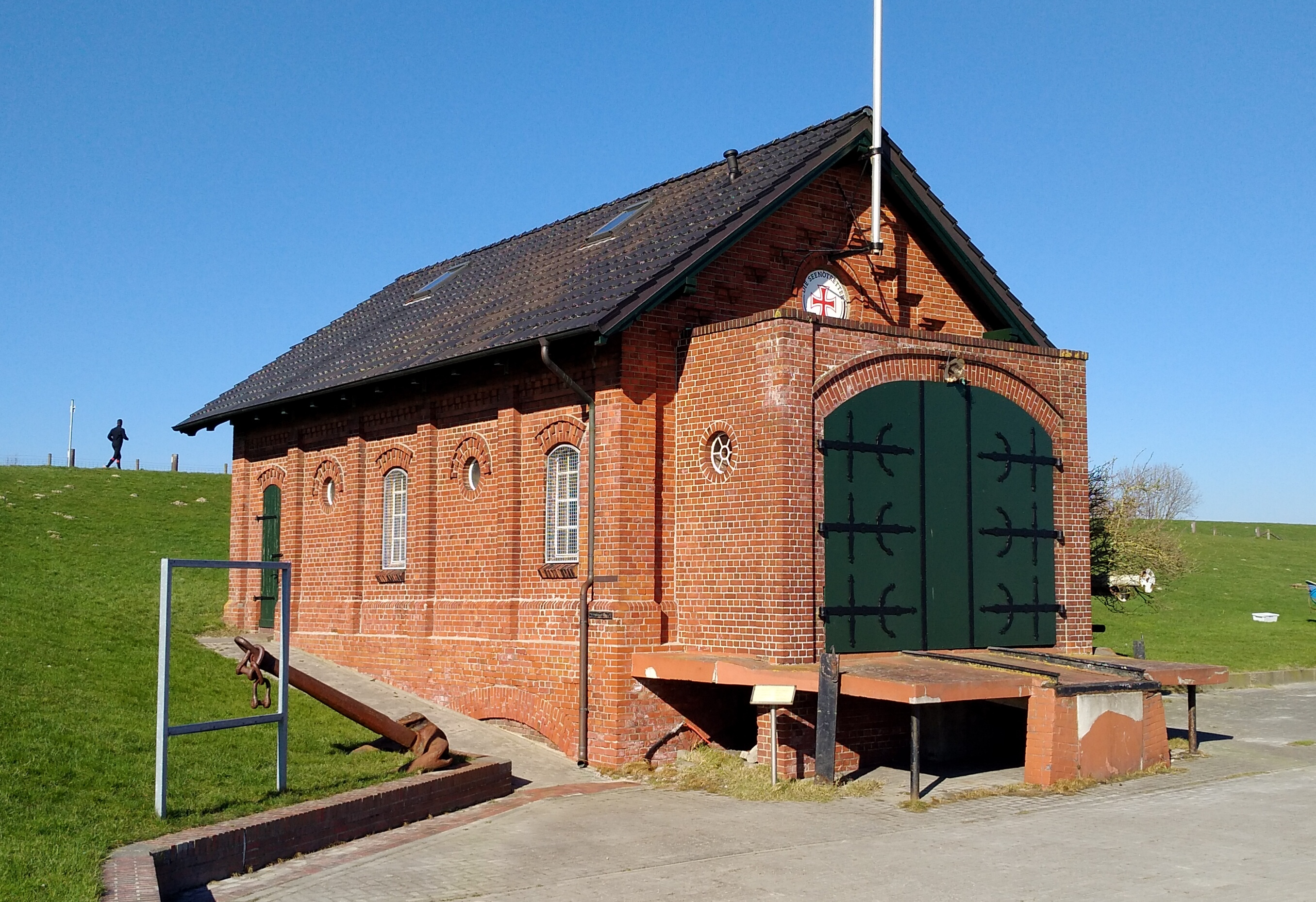
Alter Rettungsschuppen

Bei einem Seenotfall besetzen die Freiwilligen des Ortes kurzfristig das Seenotrettungsboot (SRB) EMIL ZIMMERMANN. Das 9,5 Meter lange Boot hatte vorher auf der Seenotrettungsstation Puttgarden auf der Insel Fehmarn Dienst getan und hat 2020 das Vorgängerboot HERMANN ONKEN der 8,5-Meter-Klasse ersetzt, das an den Rettungsdienst in Georgien gegeben wurde. Im Regelfall erfolgt die Alarmierung durch die Zentrale der DGzRS in Bremen, wo die Rettungsleitstelle See (MRCC Bremen) ständig alle Alarmierungswege für die Seenotrettung überwacht.
In der nordwestlichen Ecke des Hafens (im Hafenbild 'unten' rechts mit der HERMANN ONKEN am Steg) steht noch der alte Rettungsschuppen von 1909, bei dem die Reste der Ablaufbahn für das Rettungsboot noch zu sehen sind. Der untere Teil des Schuppens dient als Museum, wo die restaurierte WILHELMINE WIESE auf einem Ablaufwagen einen letzten Platz gefunden hat. Daneben werden alte Geräte und Bilder gezeigt. Der obere Raum dient den Freiwilligen der Station.
Bei einem größeren Seenotfall in dem stark befahrenen Revier zwischen Jade und Weser werden die Nachbarstationen eingebunden:
- Kreuzer der Seenotrettungsstation Hooksiel
- Kreuzer der Seenotrettungsstation Bremerhaven

## Geschichte
Die DGzRS-Station wurde 1874 eingerichtet und erhielt ihre erstes Boot, ein Deutsches Normalrettungsboot von der Bootswerft Havighorst in Rönnebeck. Seelotsen besetzten im Seenotfall dieses Boot, deren Station 1879 aber aufgelöst wurde. Von den ersten Booten sind nur die Namen KARL ERDMANN und LESMONA bekannt. Der heute noch zu besichtigende Rettungsschuppen war 1909 gebaut worden. Vor seinen Toren sind noch die Reste der Ablaufbahn für das Rettungsboot vorhanden. Die Ära der Motorrettungsboote begann 1930 mit einem Neubau, der HEINRICH STALLING (I). Weitere Boote in der Tabelle.

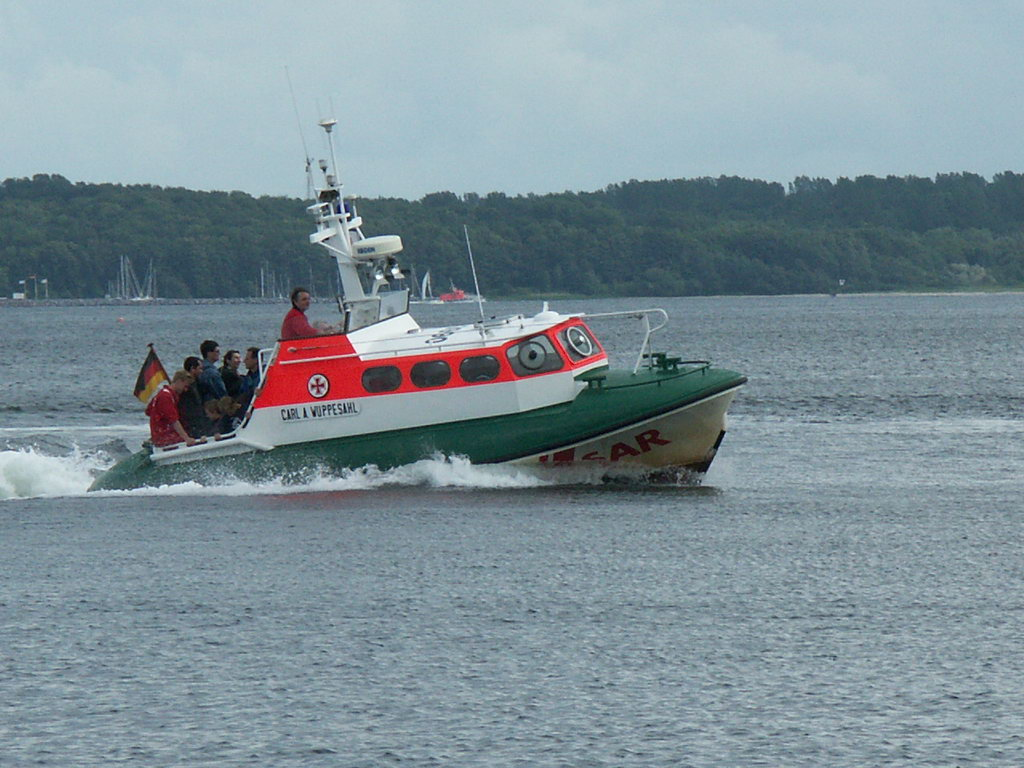
Die CARL A. WUPPESAHL
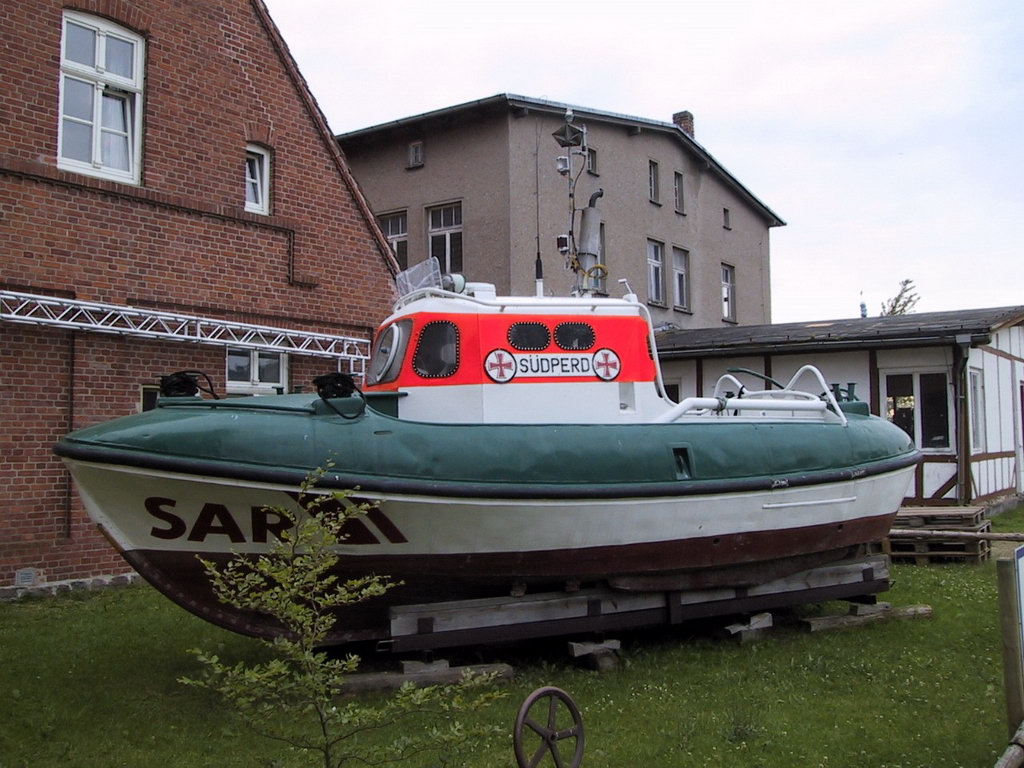
ex KAATJE (I)
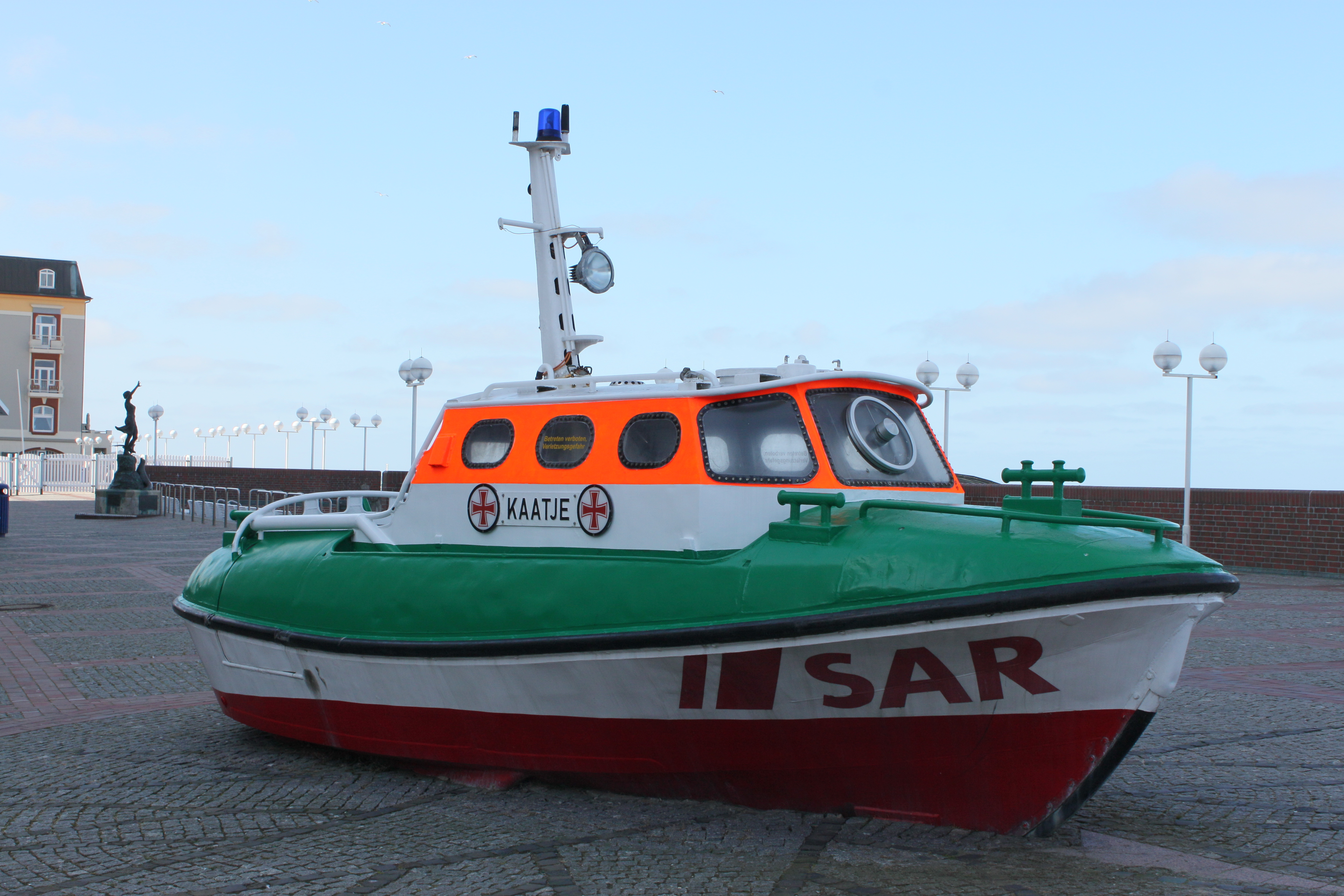
Die KAATJE (II) in Westerland
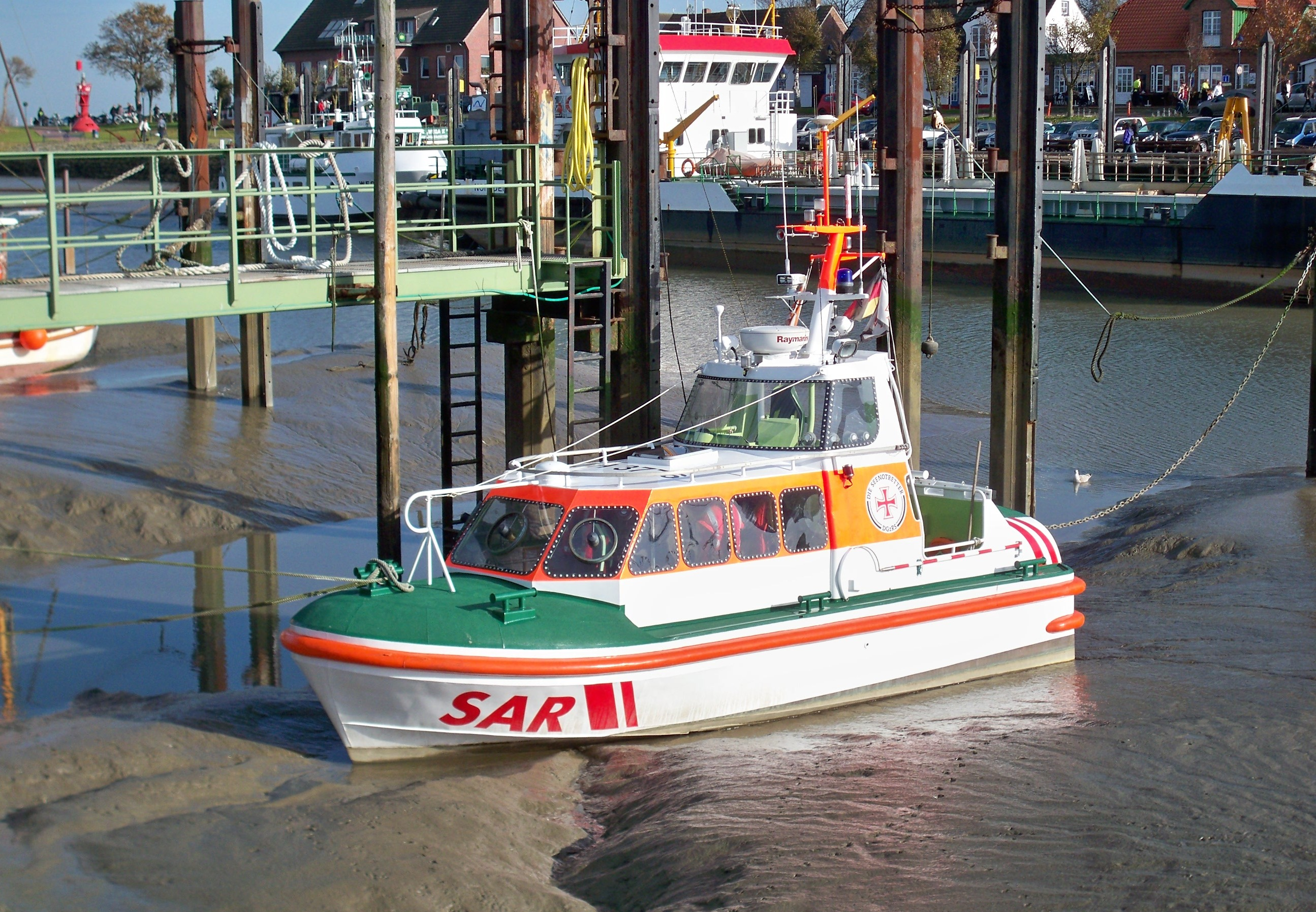
Die HERMANN ONKEN

| Stationierung von Motorrettungsbooten  |                                                                              |                                                                              |                                                                              |                                                                              |                                                                              |                                                                              |                                                                              |
| Zeitraum                               | Schiffsname                                                                  | Reg.-Nr.                                                                     | Länge oder Klasse                                                            | Anz. Motoren ges. Leistung                                                   | Geschw.                                                                      | vorige Station                                                               | Verlegung nach oder Verbleib                                                 |
| 1930 → 1932                            | HEINRICH STALLING (I)                                                        | KR D 421                                                                     | 8,75 Meter                                                                   | 1 → 20 PS                                                                    | 7,0 kn                                                                       | Neubau                                                                       | Bremerhaven                                                                  |
| 1933 → 1942                            | HEINRICH STALLING (II) *                                                     | KR D 404                                                                     | 11,0 Meter                                                                   | 1 → 50 PS                                                                    | 8,0 kn                                                                       | Swinemünde-West                                                              | Kriegseinsatz und Verlust                                                    |
| Erl.:                                  | * Die HEINRICH STALLING (II) trug in Swinemünde den Namen GEHEIMRAT SCHRÖTER | * Die HEINRICH STALLING (II) trug in Swinemünde den Namen GEHEIMRAT SCHRÖTER | * Die HEINRICH STALLING (II) trug in Swinemünde den Namen GEHEIMRAT SCHRÖTER | * Die HEINRICH STALLING (II) trug in Swinemünde den Namen GEHEIMRAT SCHRÖTER | * Die HEINRICH STALLING (II) trug in Swinemünde den Namen GEHEIMRAT SCHRÖTER | * Die HEINRICH STALLING (II) trug in Swinemünde den Namen GEHEIMRAT SCHRÖTER | * Die HEINRICH STALLING (II) trug in Swinemünde den Namen GEHEIMRAT SCHRÖTER |
| 1943 → 1946                            | kein Boot                                                                    | kein Boot                                                                    | kein Boot                                                                    | kein Boot                                                                    | kein Boot                                                                    | kein Boot                                                                    | kein Boot                                                                    |
| 1946 → 1971                            | WILHELMINE WIESE                                                             | KR C 306                                                                     | 10-m-Serie                                                                   | 1 → 60 PS                                                                    | 8,0 kn                                                                       | Neubau                                                                       | Horumersiel                                                                  |
| 1949 → 1950                            | DANIEL DENKER                                                                | KR D 430                                                                     | 15,0 Meter                                                                   | 1 → 125 PS                                                                   | 9,5 kn                                                                       | Cuxhaven                                                                     | Reserve und ausgemustert                                                     |
| 1972 → 1975                            | keine Boot, weil die Ablaufbahn defekt war                                   | keine Boot, weil die Ablaufbahn defekt war                                   | keine Boot, weil die Ablaufbahn defekt war                                   | keine Boot, weil die Ablaufbahn defekt war                                   | keine Boot, weil die Ablaufbahn defekt war                                   | keine Boot, weil die Ablaufbahn defekt war                                   | keine Boot, weil die Ablaufbahn defekt war                                   |
| 1975 → 1977                            | WILHELMINE WIESE                                                             | KR C 306                                                                     | 10-m-Serie                                                                   | 1 → 60 PS                                                                    | 8,0 kn                                                                       | Horumersiel                                                                  | ausgemustert                                                                 |
| Stationierung von Seenotrettungsbooten |                                                                              |                                                                              |                                                                              |                                                                              |                                                                              |                                                                              |                                                                              |
| 1977 → 1984                            | CARL A. WUPPESAHL                                                            | KRST 26                                                                      | 9-m-Klasse                                                                   | 1 → 150 PS                                                                   | 15,0 kn                                                                      | Werft-Neubau                                                                 | → Eckernförde                                                                |
| 1985 → 1989                            | KAATJE (I)                                                                   | KRST 17                                                                      | 7-m-Klasse (I)                                                               | 1 → 54 PS                                                                    | 10,0 kn                                                                      | Damp                                                                         | → Puttgarden ausgemustert                                                    |
| 1990 → 1993                            | KAATJE (II)                                                                  | KRT 12                                                                       | 14-m-Serie                                                                   | 1 → 68 PS                                                                    | 10,0 kn                                                                      | TB auf SK EISWETTE (I)                                                       | → Maasholm                                                                   |
| 1993 → 2020                            | HERMANN ONKEN                                                                | SRB 41                                                                       | 8,5-m-Klasse                                                                 | 1 → 220 PS                                                                   | 18 kn                                                                        | Neubau                                                                       | ausgemustert                                                                 |
| seit 2019                              | EMIL ZIMMERMANN                                                              | SRB 74                                                                       | 10,1-m-Klasse                                                                | 1 → 380 PS                                                                   | 18,0 kn                                                                      | Neubau                                                                       | auf Station                                                                  |

Quellen: 